# Edgewood (Illinois)
Edgewood é uma vila localizada no estado americano de Illinois, no Condado de Effingham.

## Demografia
Segundo o censo americano de 2000, a sua população era de 527 habitantes.
Em 2006, foi estimada uma população de 528, um aumento de 1 (0.2%).

## Geografia
De acordo com o United States Census Bureau tem uma área de
2,6 km², dos quais 2,6 km² cobertos por terra e 0,0 km² cobertos por água. Edgewood localiza-se a aproximadamente 177 m acima do nível do mar.

## Localidades na vizinhança
O diagrama seguinte representa as localidades num raio de 20 km ao redor de Edgewood.